# 보가티르산

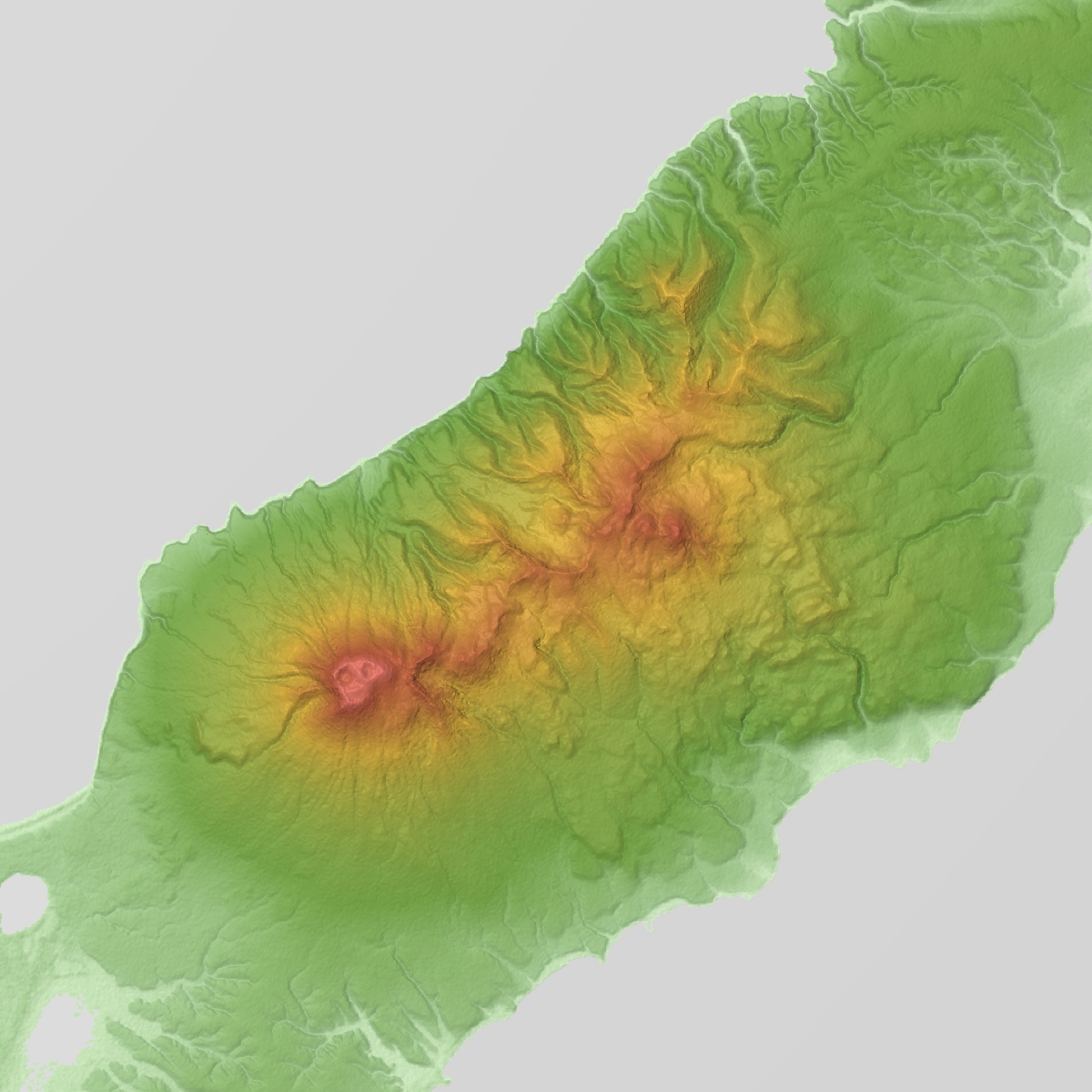

보가티르산(러시아어: Богатырь)은 이투루프섬의 최고봉이자 중심 산이기도 하며 산의 유형 역시 성층 화산에 속하고 있다. 이전 명칭은 스토카프산(러시아어: Стокап)이며, 영유권을 주장하고 있는 일본의 경우 히토캇푸산(일본어: 単冠山)이라고 칭한다. 또한 높이 역시 해발 1,634m이다.